# 在原元方
在原 元方（ありわら の もとかた）は、平安時代の歌人。在原業平の孫で、筑前守・在原棟梁の子。大納言・藤原国経の養子。中古三十六歌仙の一人。

## 経歴
歌人として、勅撰和歌集では『古今和歌集』に14首、『後撰和歌集』に8首、『拾遺和歌集』に2首が入集し、以後『新古今和歌集』以下の勅撰和歌集にも9首が採録されている。また、和歌作品が『古今和歌集』の巻頭の歌に採られている。家集に『元方集』があるが、断片的に伝わるのみである。

## 代表歌
あふことのなぎさにし寄る浪なればうらみてのみぞ立ちかへりける（古今・恋三・626）